# Francisco Alarcón Estaba

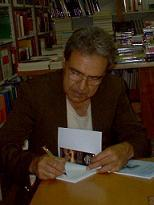
Francisco Alarcón

Francisco de Asís Alarcón Estaba (Caracas, 4 de enero de 1950) es un escritor y poeta venezolano.
Conocido popularmente como Francisco Alarcón, poeta, escritor y editor al que los años de lectura, el inicio en la literatura romántica, lo transforman en Rolando o Rodrigo Díaz de Vivar, y lo llevan a William Shakespeare, a su juicio, el gran intérprete de la naturaleza humana. En ese recorrido, nos regala Crónicas de Caracas, Cuentos del Gallero, poesías y ensayos. El mundo íntimo en los poemas. El poeta y escritor asume su compromiso de intelectual público, cuando ante la necesidad de entender, de ver claro, atrapa los fenómenos del entorno y de su mundo interior, para luego comunicar lo visto y vivenciado. Es una de las voces prominentes de la generación del 80 en Venezuela y Latinoamérica.

## Trayectoria
A la edad de 21 años, completó su formación académica, obteniendo un doctorado en Economía y Ciencias Sociales.
En sus ensayos biográficos Francisco Alarcón nos descubre el ser de la obra con notables poetas y escritores. Sin un orden premeditado sus biografías nos llevan a la Generación del 98, la Generación del 27, y al "Modernismo", y continua entre otros con Julio Verne, Víctor Hugo , Charles Baudelaire , Emilio Zola, Walt Whitman, Mark Twain. Sin un orden cronológico ni apresurado van saliendo los autores con gracia y profundidad, En su poesía se inicia con octavillas y sonetos salpicados de buen humor, pero con retazos de dolor. Luego flexibilizo el verso, se aparta de los metros castellanos y comenzó a bucear en honduras, temores y fantasmas, el cambio va hacia sí mismo en forma desgarrada: como una entrega dolorosa, total, integral.
Actualmente, se dedica a la actividad intelectual, siendo un columnista habitual de los medios de comunicación impresos tales como: El Nacional, Últimas Noticias, 2001, El Globo, Tal Cual y Abril y los diarios digitales Analítica, Noticiero digital, El ojo digital (Argentina) y Diario de América (EE. UU.)
Sus poemas, cuentos y ensayos han sido traducidos en distintos idiomas y publicados en varios países de América Latina, como Brasil, Argentina, México, Perú y Cuba . También en EUA, Europa y Australia.
Su obra poética es parte de Como Ángeles en llamas. Algunas voces latinoamericanas del S. XX.
Américo Martín ha descrito su estilo como centáurico o integralista
Tiene más de cincuenta libros publicados y es el editor del diario digital Publicaciones Francisco Alarcón.
Sus poemas han servido como fuente de inspiración para la creación musical (Para Ti Flores)

## Varias de sus obras
- Poemas número uno (1968).
- Cuentos del gallero (1969). Cuentos.
- Segundos aires ISBN 980-12-0195-9 (2003).
- Sueños de agua (2003) ISBN 978-980-390-050-2.
- Ven, niña (2004) ISBN 980-12-0496-6.
- Resplandores hueros I y II (2004).
- Alucinación (2005).[6]
- Encuentro. (2005) ISBN 980-12-1034-6.
- Cuéntese, camarada (2006). Ensayo histórico.
- Ensayos (2005).
- Chávez no es un problema teórico. (2007) ISBN 978-980-12-2774-8. Ensayo histórico.
- Obras escogidas (2007).
- Mujer. (2008) ISBN 978-980-12-2926-1.
- Da la cara. (2008) ISBN 978-980-12-2926-1.
- Prosas fúnebres. (2008) ISBN 978-980-12-3308-4.
- La historia de lo ajeno. (2009) ISBN 978-980-12-2774-8.
- Venezuela es tuya y mía también (2009). Ensayo.
- A…' (2010). ISBN 978-980-12-4332-8. Ensayo.
- Soledad y otros poemas (2011).
- Sutilezas Tomo I y II (2012).